# Mostra de Venise 1972
La Mostra de Venise 1972 s'est déroulée du 21 août au 3 septembre 1972. Deux sélections parallèles sont créées cette année-là : « Venise 33 » et « Venise jeunes » (qui montre 14 premiers films).
Alors que l'édition précédente avait failli ne pas avoir lieu à cause de l'opposition à la nomination de Gian Luigi Rondi à la tête du festival, en juillet 1972 plusieurs réalisateurs italiens annoncent qu'ils ne participeront pas à cette nouvelle édition de la Mostra. Il s'agit de Bernardo Bertolucci, Fabio Carpi, Luigi Comencini, Ennio De Concini, Marco Ferreri, Francesco Maselli, Maria Virginia Onorato et Ettore Scola. Ils demandent la réforme des manifestations culturelles en vue d'un fonctionnement par autogestion. Quelques jours avant l'ouverture du festival, une grève du personnel pour la réforme de ses statuts a lieu et menace l'existence même du festival ; le conflit est résolu le week-end avant l'ouverture. 
Un « contre-festival » est organisé par deux associations d'auteurs italiens, l'ANAC et l'ANCI et promu notamment par Pier Paolo Pasolini. Cette manifestation est autofinancée et se veut « un témoignage actif [...] de la volonté démocratique et antifasciste de l'écrasante majorité des auteurs italiens. » Le film Tout va bien de Jean-Luc Godard et Jean-Pierre Gorin, sélectionné à la Mostra, en est retiré par ses auteurs après l'ouverture de la Mostra pour être présenté dans cet autre festival.
Tout comme l'année précédente, la Mostra est un festival non-compétitif. Un hommage est rendu à Charlie Chaplin, Anatoli Golovnya et Billy Wilder.
Des prix officieux sont remis par des associations de critiques et la commission de sélection « Venise critique. »

## Sélection
86 films sont sélectionnés cette année-là. C'est un comité de professionnels et de critiques internationaux qui a effectué la sélection. Le journal Le Monde cite dans la sélection : 
- Tout va bien de Jean-Luc Godard et Jean-Pierre Gorin Le film sera retiré de la manifestation par ses réalisateurs.
- Nathalie Granger de Marguerite Duras
- La Vallée de Barbet Schroeder
- L'Italien des Roses de Charles Matton
- Salut Jérusalem d'Henry Chapier
- Un film sur quelqu'un de François Weyergans
- Les Conspirateurs de Joaquim Pedro de Andrade
- Cabaret de Bob Fosse
- A Separate Peace (en) de Larry Peerce
- Play It as It Lays de Frank Perry
- Votez McKay de Michael Ritchie
- Siddhartha de Conrad Rooks
- Orange mécanique de Stanley Kubrick
- Savage Messiah de Ken Russell
- Made de John Mackenzie
- Salome, de Carmelo Bene
- Tous les dimanches matin de Carlo Tuzii (it)
- Une petite sœur pour l’été de Nagisa Ōshima
- Le Marchand des quatre saisons de Rainer Werner Fassbinder
- Feu de paille de Volker Schlöndorff
- Le Maître et Marguerite d'Aleksandar Petrović

## Palmarès officieux
Source.
- Prix du meilleur film : Jag heter Stelios (en) (sous son titre de travail Kocksgatan 48) de Johan Bergenstrahle (en)
- Prix d'interprétation féminine : Tuesday Weld pour Play It As It Lays et Jutta Hoffmann pour Der Dritte
- Prix du meilleur premier film : My Childhood de Bill Douglas
- Prix de la critique internationale : Seemabaddha (en) de Satyajit Ray et à Bas ya Bahar de Kahlid Siddik
- Prix du Comité international de diffusion de l'art et des lettres par le cinéma : Les Conspirateurs de Joaquim Pedro de Andrade et Le Maître et Marguerite d'Aleksandar Petrović